# Zwierciadło (czasopismo)
Zwierciadło – polski miesięcznik dla kobiet wydawany od 1957 w Warszawie. Zwierciadło funkcjonuje również jako wydawnictwo.
Nazwę pisma wymyśliła Zofia Bystrzycka, a zostało ono założone przez Ligę Kobiet Polskich. Początkowo „Zwierciadło” było tygodnikiem, od jesieni 1990 ukazuje się jako miesięcznik.
W 2010 „Zwierciadło” zostało uznane przez „Media & Marketing Polska” za Magazyn Roku. Jest wielokrotnym laureatem konkursu „GrandFront” na najlepszą okładkę prasową.
Dla magazynu piszą m.in.: Renata Arendt-Dziurdzikowska, Alina Gutek, Wojciech Eichelberger, Remigiusz Grzela. Do grona felietonistów należą: Artur Andrus, Tomasz Jastrun, Szymon Majewski, Katarzyna Miller, Katarzyna Nosowska, Maciej Stuhr.
W latach 2017–2020 redaktor naczelną czasopisma była Paulina Stolarek. Po połączeniu w 2020 redakcji „Zwierciadła” i „Sensu” zastąpiła ją redaktor naczelna tego ostatniego miesięcznika, Joanna Olekszyk.